# Plaza de toros del Valle del Zalabí
La plaza de toros del Valle del Zalabí es un edificio público perteneciente a la localidad de Alcudia de Guadix, cabeza administrativa del municipio del Valle del Zalabí, situado en la provincia de Granada.
Por sus características, y de acuerdo con la legislación andaluza en materia taurina, esta plaza es de tercera categoría y fue inaugurada el 25 de julio de 1985 con una corrida de toros de la ganadería de Pérez y Sola que lidiaron los diestros José Fuentes, Salvador Marín y Miguel Marcos.

## Historia del edificio
Al igual que en el resto de los pueblos de la comarca de Guadix, en el Valle del Zalabí se organizaban anualmente y con motivo de las fiestas patronales encierros matutinos donde los toros, procedentes de la Dehesa del Camarate, en el parque natural de Sierra Nevada, llegaban hasta Alcudia de Guadix donde luego eran lidiados en festejos populares. En una plaza de toros efímera, tenían lugar este tipo de espectáculos públicos hasta que en 1985, y a instancias del ayuntamiento del Valle del Zalabí, se inició la construcción de una plaza de toros de obra.
El primer festejo celebrado en el coso fue una corrida de toros mixta donde se lidiaron reses de la ganadería accitana de Pérez y Sola y que estoquearon los diestros José Fuentes, Salvador Marín y Miguel Marcos, quienes cortaron los máximos trofeos. Desde entonces se han celebrado corridas de toros, de rejones y novilladas, destacando la participación del Ciclo de Novilladas de Promoción de la Junta de Andalucía y Canal Sur.